# Jesús Esteban Catalá Ibáñez

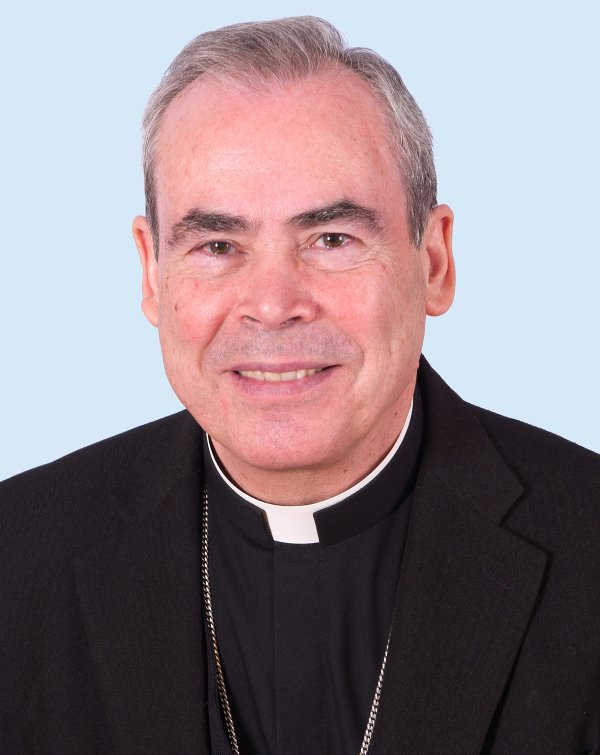
Bischof Jesús Esteban Catalá Ibañéz

Bischofswappen von Jesús Catalá Ibañéz

Jesús Esteban Catalá Ibáñez (* 22. Dezember 1949 in Villamarchante, Spanien) ist ein spanischer Geistlicher und emeritierter römisch-katholischer Bischof von Málaga.

## Leben
Jesús Esteban Catalá Ibáñez empfing am 3. Juli 1976 das Sakrament der Priesterweihe für das Erzbistum Valencia.
Am 25. März 1996 ernannte ihn Papst Johannes Paul II. zum Titularbischof von Urusi und bestellte ihn zum Weihbischof in Valencia. Der Erzbischof von Valencia, Agustín García-Gasco Vicente, spendete ihm am 11. Mai desselben Jahres die Bischofsweihe; Mitkonsekratoren waren der Erzbischof von Barcelona, Ricardo María Kardinal Carles Gordó, und der Apostolische Nuntius in Spanien, Erzbischof Lajos Kada.
Am 27. April 1999 ernannte ihn Johannes Paul II. zum Bischof von Alcalá de Henares. Papst Benedikt XVI. ernannte ihn am 10. Oktober 2008 zum Bischof von Málaga. Die Amtseinführung erfolgte am 13. Dezember desselben Jahres.
Papst Leo XIV. nahm am 27. Juni 2025 das altersbedingte Rücktrittsgesuch von Jesús Esteban Catalá Ibáñez an.